# Подцирье
Подцирье (укр. Підцир'я) — село в Камень-Каширской городской общине Камень-Каширского района Волынской области Украины.
Население по переписи 2001 года составляет 764 человека. Почтовый индекс — 44506. Телефонный код — 3357. Занимает площадь 0,96 км².